# Aducérgods
Aducérgods, også kaldes tempergods eller blødstøbegods, er støbejern, der skabes ud fra hvidt støbejern. Processen, hvorved aducérgods skabes, kaldes glødning, også kaldet afkulning. Der er to forskellige afkulningsformer, man kan benytte, når man laver aducérgods af hvidt støbejern. Ved den ene proces bliver resultatet hvidkernet aducérgods, og ved den anden proces bliver det sortkernet aducérgods. Ved processen med at lave hvidkernet aducérgods får man noget af kulstoffet ud af jernet ved først at få cementitten til jern og kulstof. Herefter diffunderer kulstoffet ud til overfladen, hvor det reagerer med oxygen og bliver til kuldioxid, som fjernes fra processen. Til processen tilføres hele tiden ilt for at fjerne kulstoffet. Denne proces tager 60-120 timer ved 900-1100 grader. Ved processen med at lave sortkernet aducérgods sparer man på energien ved kun at lade processen køre i 40-80 timer ved 900 grader. Ud over det tilføres der ikke oxygen til processen. I stedet lægger kulstoffet sig på overfladen i form af grafit. Aducérgods bruges til maskindele, hjul, gearkasser, beslag, nøgler m.m.